# Raviole du Champsaur
La raviole du Champsaur aussi appelée brouqueton en Matheysine est une sorte de quenelle, à base de pomme de terre, de tome fraîche et d’œufs. Elle peut être frite à l'huile ou gratinée au four avec de la crème. Dans ce cas, la raviole est appelée « prëire » ou « prêtre ».

## Ingrédients
L'élaboration de ce mets nécessite : pommes de terre, œufs, tome de montagne ou fromage de chèvre, levure, farine et huile de friture.

## Préparation
Les pommes de terre réduites en purée sont mélangées à la levure et aux œufs puis à la tome écrasée. La farine est ajoutée pour obtenir une pâte homogène et un peu collante. C'est cet appareil qui est ensuite roulé en petits boudins puis mis dans une friteuse jusqu'à ce que chaque raviole soit dorée.

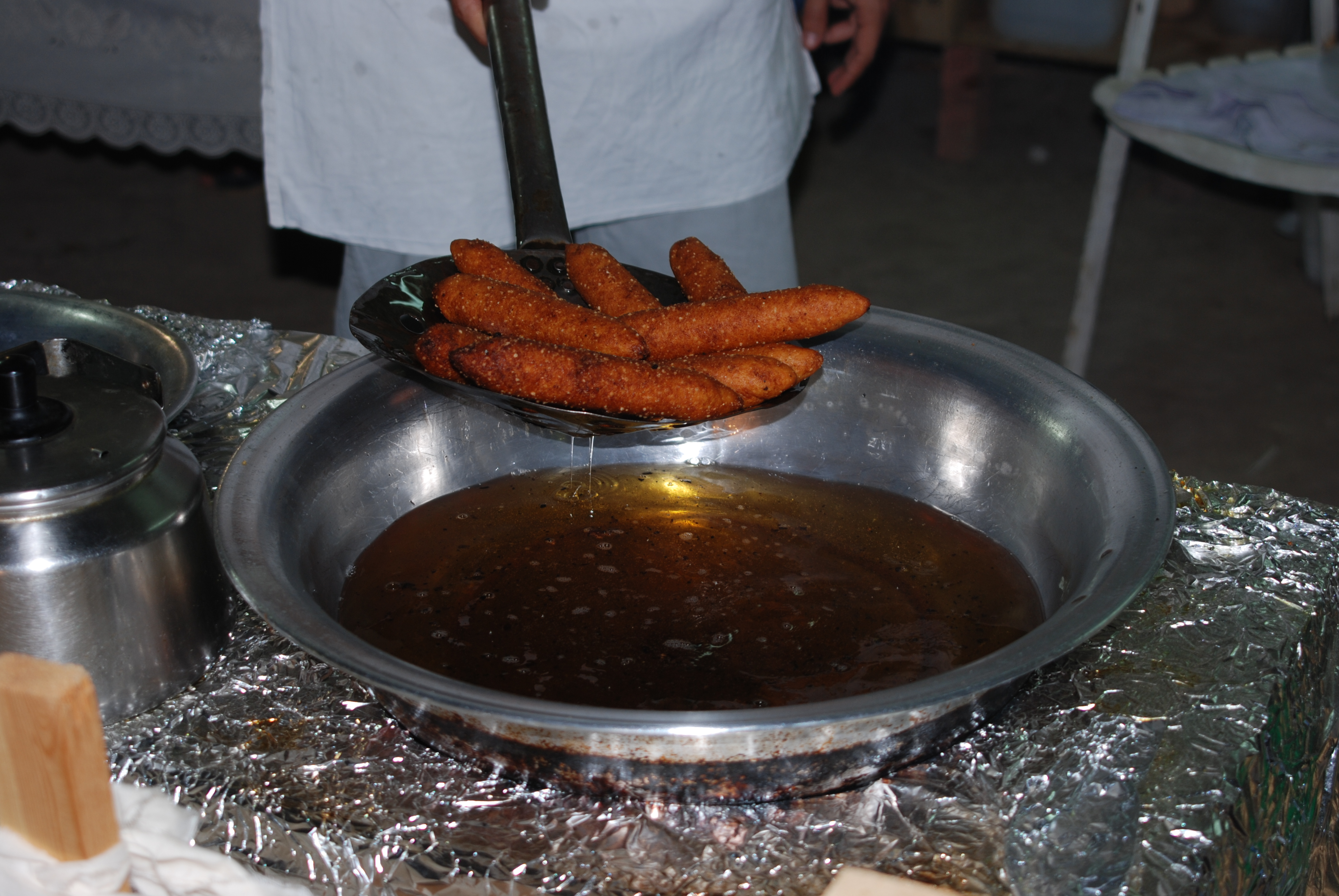
Ravioles sorties de la friture.

## Service et accompagnement
Frites, elles sont servies chaudes en entrée accompagnées d'une salade à l'ail, de confiture de framboise ou de miel. Gratinées au four avec de la crème, elles se mangent en plat principal et sont servies avec une viande. Plat traditionnel consommé durant l'hiver, les versions modernes de ce type de raviole tendent à être de plus en plus légères pour satisfaire les touristes.

## Spécialité régionale

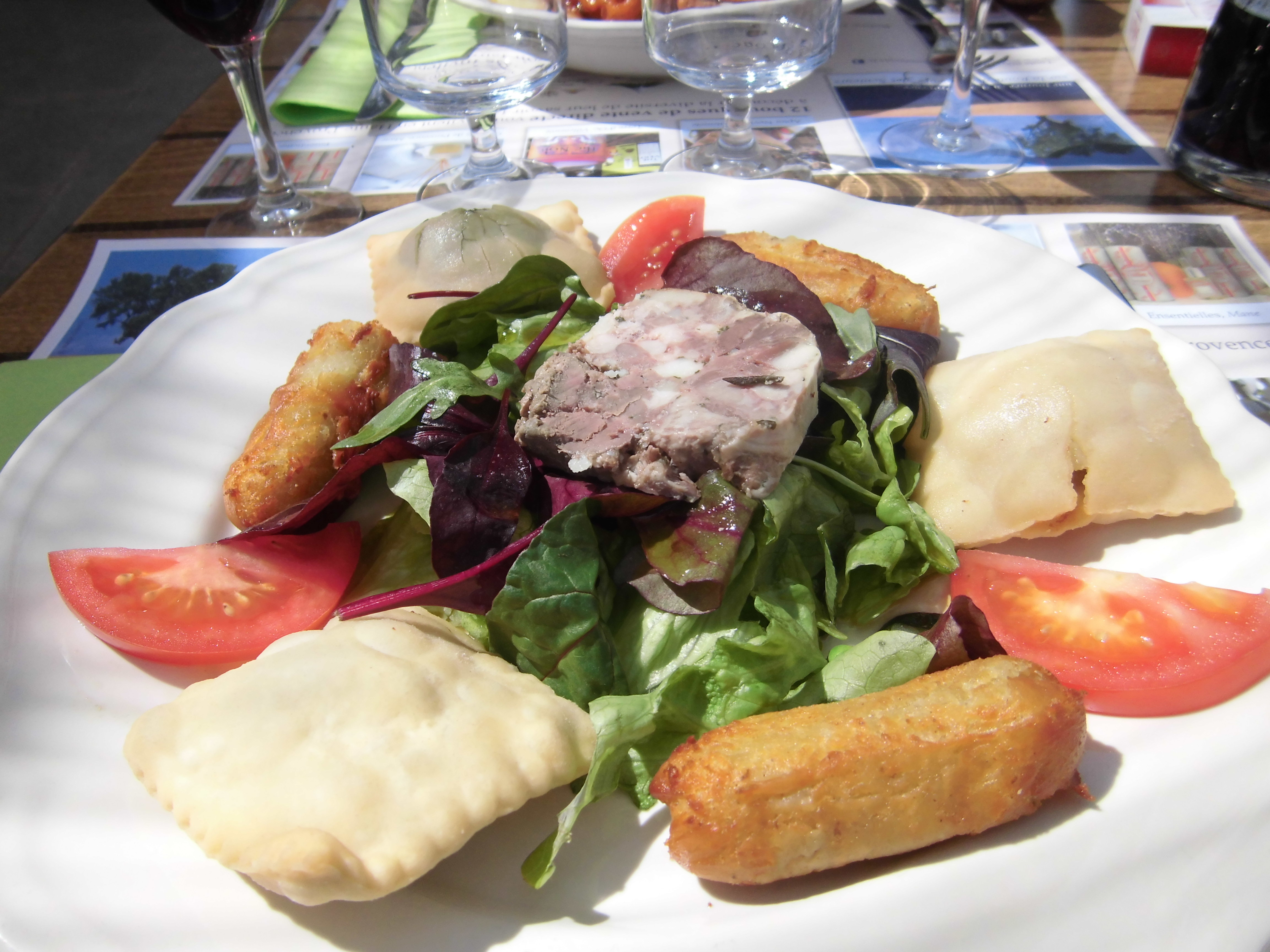
Ravioles et tourtons.

Les ravioles, avec les tourtons et les oreilles d'ânes, constituent les principales spécialités des vallées du Champsaur et du Valgaudemar, deux vallées voisines des Hautes-Alpes. Une production industrielle de ces produits existe, notamment dans le Valgaudemar à Saint-Firmin et dans le Champsaur à Chabottes. On peut trouver ces spécialités relativement facilement dans des grandes surfaces, sur une zone allant de Lyon à Marseille.

## Accord mets/vin
Comme il est de tradition, il faut sélectionner un vin du terroir. Un accord avec un Hautes-alpes (IGP) blanc est conseillé.